# Macleania rupestris
La uva camarona o camarera (Macleania rupestris) es una especie de arbusto perteneciente a la familia Ericaceae, que se encuentra desde Nicaragua hasta el norte del Perú, entre los 1500 y 4100 m de altitud.
En Colombia se le conoce como uva camarera.

## Descripción
Alcanza entre 1,50 a 2,30 m de altura, ramificado casi a nivel de piso, presenta una copa amplia. Puede crecer al lado de árboles y enredarse en sus ramas como una especie bejucosa. Las hojas son simples, alternas, coriáceas, elípticas u ovaladas, de 11 cm  de longitud por 6 cm de ancho, carnosas. Flores en forma de botellita, de color rojo, carnosas, de 32 mm de longitud por 10 mm de ancho, con brácteas de color rosado. Fructifica en racimos de hasta 14 frutos, que aparecen rosados, se vuelven verdes claros a blanquecinos y al madurar son de color púrpura a negruzco. El fruto es globoso, de 1 a 2 cm de diámetro, carnoso, jugoso, comestible, de sabor dulce agradable, con hasta 96 semillas, pesa en promedio 2,6 g.

## Usos
El fruto es comestible y se utiliza para fabricar jugos, mermeladas y vinos. Los pétalos se usan para cocinar dulces. La medicina tradicional le atribuye propiedades antidiarréicas a las hojas en decoción.